# Корнецелу (Бакеу)
Корнецелу (рум. Cornățelu) — село у повіті Бакеу в Румунії. Входить до складу комуни Мотошень.
Село розташоване на відстані 231 км на північний схід від Бухареста, 42 км на південний схід від Бакеу, 94 км на південь від Ясс, 112 км на північний захід від Галаца.

## Населення
За даними перепису населення 2002 року у селі проживали 136 осіб, усі — румуни. Усі жителі села рідною мовою назвали румунську.